# Ramal CC7 del Ferrocarril Belgrano
El Ramal CC7 pertenece al Ferrocarril General Belgrano, Argentina.

## Ubicación
Se ubica enteramente dentro de la Ciudad de Córdoba, en la provincia homónima, dentro del departamento Capital.

## Historia
Construido entre 1872 y 1876 por Giuseppe Telfener para el Ferrocarril Central Norte Argentino como línea Córdoba a Tucumán, tenía su terminal en cercanías al Río Suquía (actual apeadero garita). En 1886 es vendido al Ferrocarril Central Córdoba, y pasa a tener terminal en la Estación Alta Córdoba.

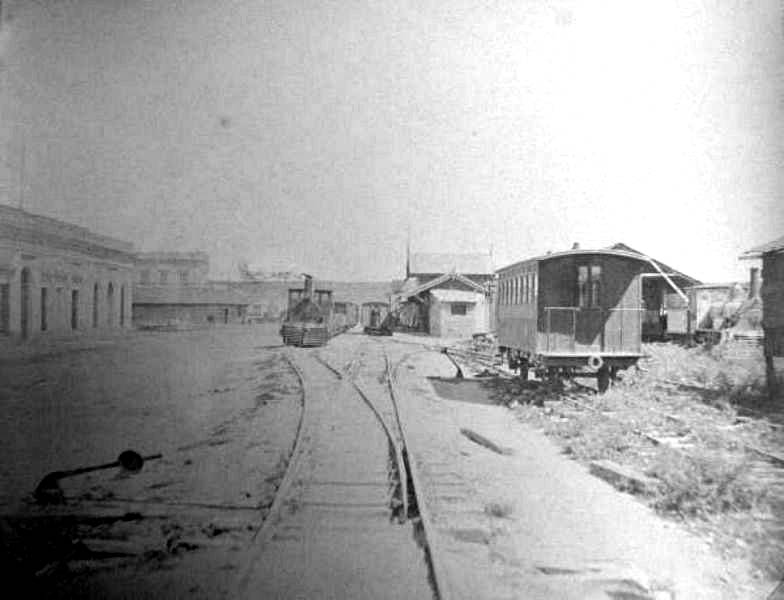
Estación Córdoba FCCN circa 1876

## Características
Es un ramal de la red de vía estrecha del Ferrocarril General Belgrano, cuya extensión es de 5 km entre el empalme con el Ramal A1 que cubre el servicio del Tren de las Sierras, y la Estación Córdoba del Ferrocarril Bartolomé Mitre.
A partir del 6 de diciembre de 2019, el tren de las Sierras logró llegar a la estación Córdoba Mitre tras 25 años.
Sus vías se encuentran bajo operación de la empresa estatal Trenes Argentinos Cargas.